# Dido (mythologie)

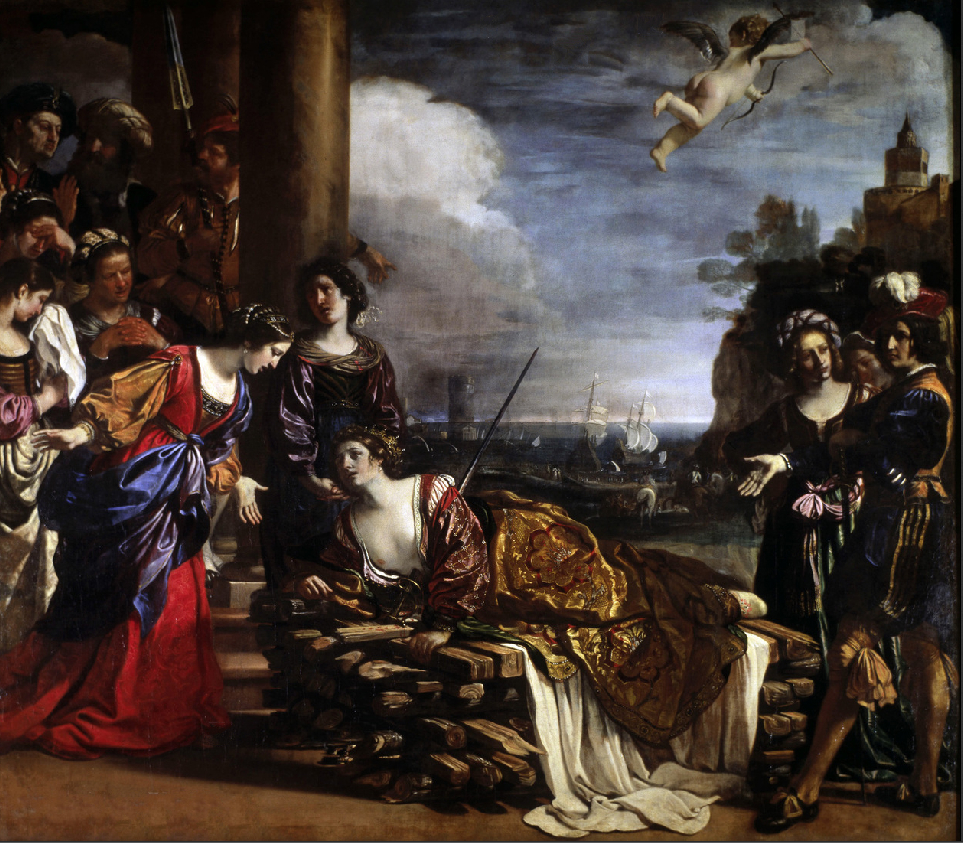
De dood van Dido, Guercino, 1631

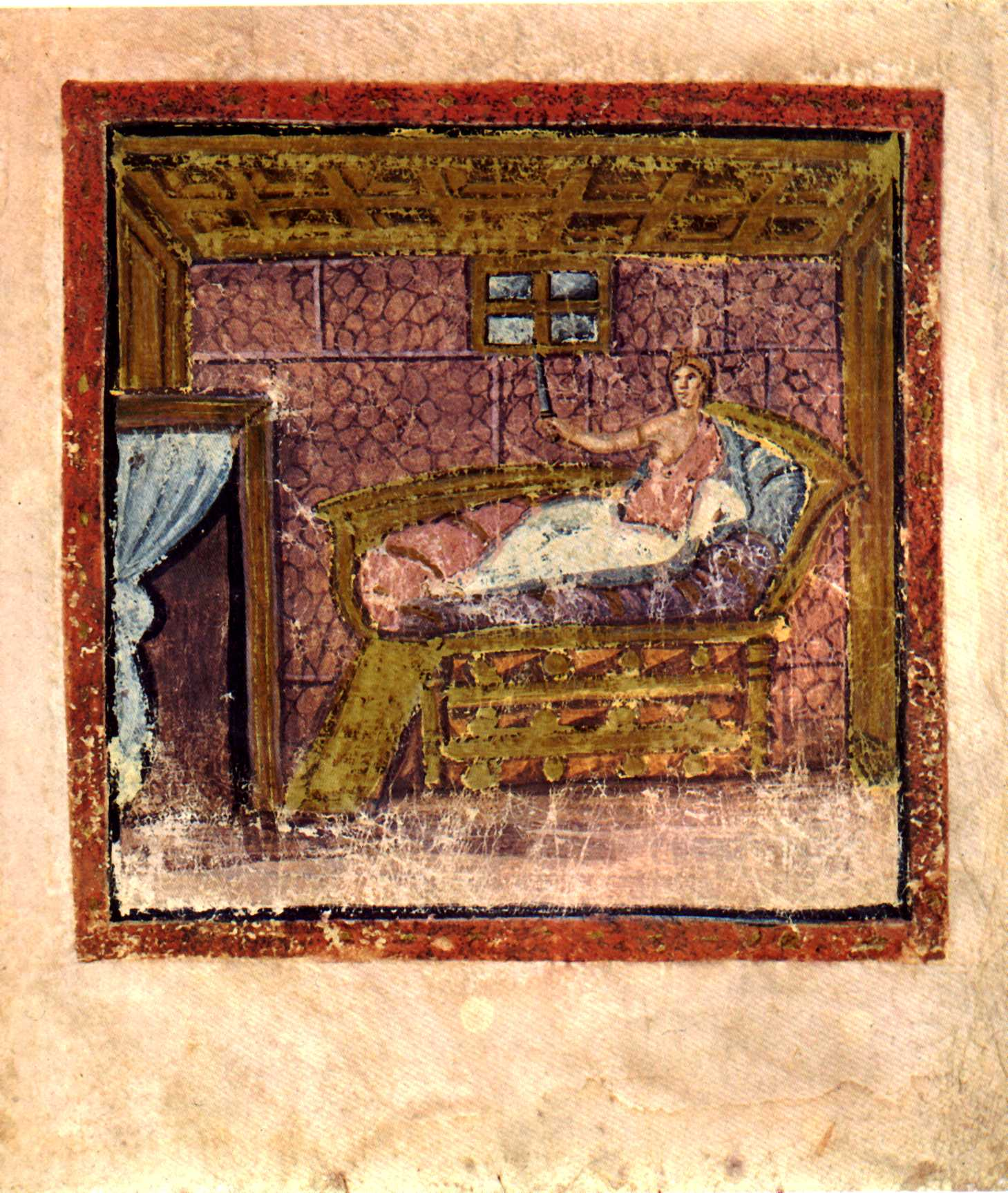
De dood van Dido, ca. 400

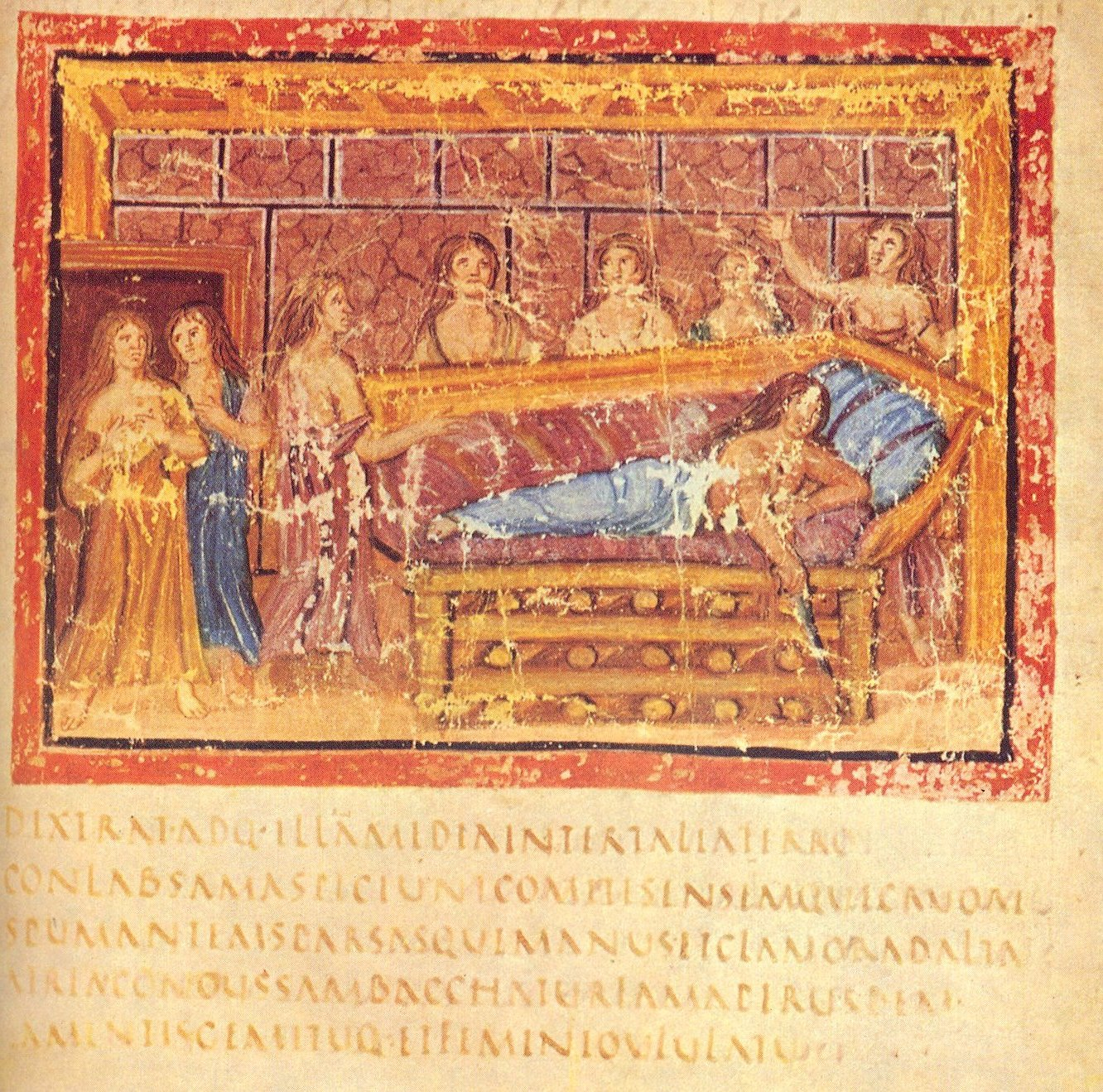
De dood van Dido, ca. 400

Koningin Dido van Tyrus (Romeinse naam) of Elissa/Elyssa (Fenicische naam: ) is een van de hoofdfiguren uit de Aeneis van Vergilius en volgens de legende de stichteres van Carthago.
De naam Dido is mogelijk Semitisch (en betekent dan 'geliefde'). Dido is dan synoniem met de Carthaagse godin Tanit.

## Het verhaal
Dido (afkomstig van het Oudgriekse Deidṓ ‘zwerfster’, vanwege haar vele zwerftochten) stamde af van Maria-Elena, haar zuster was Anna en haar broer heette Pygmalion.
Het verhaal gaat dat Dido ooit gevlucht was uit haar eigen land, Tyrus. Zij was daar namelijk getrouwd met een rijk man, Sychaeus genaamd. Haar broer, de koning van Tyrus, was jaloers op hun welvaart. Het echtpaar besloot te vluchten, maar Dido's echtgenoot kwam hierbij om het leven. Dido redde het tot aan de kust van Noord-Afrika.
Er regeerde reeds een koning (volgens sommigen Hiarbas) in het gebied waar zij toen terechtkwam. Deze stond haar daar toe een stuk grond in gebruik te nemen zo groot als zij met een runderhuid kon omtrekken. Dido sneed daarop een huid in zeer smalle repen, legde deze reepjes achter elkaar en kon op die manier een aanzienlijk gebied voor haar stad veroveren. Toen de koning in kwestie haar een aanzoek deed (hij was gecharmeerd door haar knappe uiterlijk en slimheid) weigerde ze beleefd; ze was immers een weduwe en wilde haar overleden man trouw blijven.
Ze werd vervolgens (door toedoen van Venus) verliefd op Aeneas, die uit Troje gevlucht was. Tijdens een jacht werden deze twee overvallen door een regenbui die hen dwong samen in een grot te gaan schuilen. Hier hadden ze voor de eerste keer geslachtsgemeenschap.
Hoewel Aeneas van Dido hield, kwam Mercurius (op aansporing van de goden) naar Aeneas en beval hem te vertrekken. Daarop vertrok Aeneas naar Latium in Italië. Dido richtte na zijn vertrek een brandstapel op met spullen die haar aan hem deden denken. Hierna pleegde ze zelfmoord door zich neer te steken. De fakkel die ze in haar hand had, viel daarna op de brandstapel, waardoor deze vlam vatte.

### Een andere versie
In 814 v.Chr. onderhandelde het Numidische stamhoofd Hiarbas een overeenkomst om te trouwen met prinses Dido, dochter van de koning van Tyrus, in ruil voor enkele gebouwen. Deze plaats groeide uiteindelijk uit tot Qart Hadašt (de Nieuwe Stad, ofwel Carthago).
Volgens de Romeinse mythologie bracht de Trojaanse held Aeneas tijdens zijn reizen ook een bezoek aan Dido. Zij werd verliefd op hem en toen Aeneas verder trok naar Italië pleegde ze uit verdriet zelfmoord.

## Dido in de cultuurgeschiedenis

### Opera's
Dido speelt een hoofdrol in de volgende opera's:
- Henry Purcell - Dido and Aeneas (Chelsea, 1689)
- Niccolò Piccinni - Didon (Parijs, 1783)
- Hector Berlioz - Les Troyens (Parijs, 1863)
- Francesco Cavalli en Giovanni Francesco Busenello - La Didone (Venetië, 1641)